# 亞謝尼夫卡 (斯塔維謝區)
49°27′6″N 30°17′11″E / 49.45167°N 30.28639°E
亞塞尼夫卡（烏克蘭語：Ясенівка）是位於烏克蘭北部的村莊，由基辅州白采爾克瓦區的斯塔維謝市鎮負責管轄。該村始建於1750年，面積2.75平方公里，海拔高度180米，2001年人口779，人口密度每平方公里283.3人。